# Normanville (Senna Marittima)
Normanville è un comune francese di 596 abitanti situato nel dipartimento della Senna Marittima nella regione della Normandia.

## Società

### Evoluzione demografica
Abitanti censiti